# أنخيل فيغيروا (ملاكم)
أنخيل فيغيروا (مواليد 29 أغسطس 1929) هو ملاكم من بورتوريكو، مثّل بلاده في الألعاب الأولمبية الصيفية 1952.

## روابط خارجية
أنخيل فيغيروا على موقع أوليمبيديا (الإنجليزية)